# Saint-Étienne Knights
 (Mai 2025).
Motif : Sources ?
- Archive Wikiwix
- Bing
- Cairn
- DuckDuckGo
- E. Universalis
- Gallica
- Google
- G. Books
- G. News
- G. Scholar
- Persée
- Qwant
- (zh) Baidu
- (ru) Yandex
- (wd) trouver des œuvres sur Wikidata

| 1. | Préciser le motif de la pose du bandeau. | Précisez le motif de la pose du bandeau en utilisant la syntaxe suivante : {{admissibilité à vérifier\|date=mai 2025\|motif=remplacez ce texte par le motif}}                              |
| 2. | Informer les utilisateurs concernés.     | Pensez à avertir le créateur de l'article, par exemple, en insérant le code ci-dessous sur sa page de discussion : {{subst:avertissement admissibilité à vérifier\|Saint-Étienne Knights}} |

Maillots
Saint-Étienne Floorball est un club de floorball créé en 2007. Son équipe principale évolue en Championnat de France de Floorball D2.
Leur nom de combattants : Les Knights.

## Résultats sportifs
- (D2) : 2016 Non qualifiée pour les plays off - 3e ex aequo derrière Marseille et Sévrier
- (D2) : 2015 Non qualifiée pour les plays off - 3e derrière Besançon et Marseille
- (D2) : 2014 Non qualifiée pour les plays off - 5e (Play-off pour Besançon et Lyon
- 8e (D1) : 2013 Relégation en D2
- 3e (D2) : 2012 Montée en D1
- 8e (D2) : 2011 Non qualifiée pour les plays off
- 5e (D2) : 2010 Non qualifiée pour les plays off
- 7e (D2) : 2009 Non qualifiée pour les plays off